# カウチ・イン・ニューヨーク
『カウチ・イン・ニューヨーク』（原題：Un divan à New York / A Couch in New York）は、1996年制作のフランス・ベルギー・ドイツのロマンティック・コメディ映画。
ニューヨークの超エリート精神分析医と、パリに住むダンサーの卵の女性がアパートを交換したことから起こる騒動と恋を描く。シャンタル・アケルマン監督、ジュリエット・ビノシュ、ウィリアム・ハートらが出演。

## あらすじ
ヘンリーはニューヨークの5番街に立派なオフィス兼住居を構える超エリート精神分析医であるが、ここ最近患者に追われる生活に疲れたため、パリで気分転換しようと、パリの新聞にアパート交換の広告を出す。それに応じたのが、ダンサーの卵ベアトリスだった。彼女もまた自分に恋する男たちに追われることにうんざりしていた。
こうして、ヘンリーはパリの、ベアトリスはニューヨークのそれぞれのアパートで暮らし始めるが、ヘンリーはたちまちパリでの生活に耐えきれなくなり、ニューヨークに戻ってきた。するとそこでは、ベアトリスがヘンリーの代わりに患者たちをセラピーを行い、すっかり彼らの信頼を得ていた。
ヘンリーはベアトリスの天真爛漫で魅力的な性格の前に自分が主だと名乗り出ることが出来ず、ジョン・ワイヤーという偽の患者を装って彼女に近づくことに。だがやがて2人は惹かれ合い、ヘンリーはますます本当のことが言い出せなくなってしまう。そうしているうちに、ベアトリスがパリに戻る日がやって来た。

## キャスト
※括弧内は日本語吹替。
- ベアトリス・ソルニエ：ジュリエット・ビノシュ（金野恵子）
- ヘンリー・ハリストン：ウィリアム・ハート（小川真司）
- アン：ステファニー・バトル
- リズベス：バーバラ・ギャリック
- デニス：ポール・ギルフォイル
- キャンプトン：リチャード・ジェンキンス
- ティム：ケント・ブロードハースト
- スタイン：ヘンリー・ビーン
- ジェローム：ベルナール・ブリューズ
- レストランの客：アダム・ルフェーヴル